# Der Hausengel
Der Hausengel oder L’Ange du foyer ist ein surrealistisches Gemälde von Max Ernst, das ein schwebendes Ungeheuer über einer flachen Landschaft zeigt und 1937 in drei Variationen in Paris entstand. Die zweite Version zeigt nur den Kopf, die dritte und größte Version L’Ange du foyer ou le Triomphe du surréalisme („Der Hausengel oder der Triumph des Surrealismus“) weist eine Reduktion des Motivs auf das Ungeheuer und seinen Angreifer aus.

## Hintergrund
Ernsts Gemälde sind unter dem Eindruck des Spanischen Bürgerkriegs entstanden. Die spanische Stadt Gernika wurde am 26. April 1937 von der deutschen Legion Condor zu einem großen Teil zerstört. Pablo Picasso malte anlässlich des Geschehens sein berühmt gewordenes Antikriegsbild Guernica.
Max Ernst äußerte sich später zur Entstehung der Werke: „Ein Bild, das ich nach der Niederlage der Republikaner in Spanien gemalt habe, ist der Hausengel. Das ist natürlich ein ironischer Titel für eine Art Trampeltier, das alles, was ihm in den Weg kommt, zerstört und vernichtet. Das war mein damaliger Eindruck von dem, was in der Welt wohl vor sich gehen würde, und ich habe damit recht gehabt.“
Die Titelgebung war inspiriert von Léon Mathot (1886–1968), dessen Film L'Ange du foyer am 26. Februar 1937 in Paris uraufgeführt wurde. Er nahm Robert de Flers’ dreiaktigen Komödienstoff auf, der am 19. März 1905, ebenfalls in Paris, seine Uraufführung hatte.
Die erste Fassung des Hausengels wurde 2008/09 in einer Ausstellung des Deutschen Historischen Museums unter dem Titel Kassandra. Visionen des Unheils 1914–1945 in Berlin gezeigt. Die Exponate bestanden aus Werken der von Exil und Verfolgung betroffenen Künstler. 1937, im Jahr der Entstehung der Gemälde, wurden zwei seiner Bilder in der Münchner Ausstellung „Entartete Kunst“ gezeigt. Nach mehreren Verhaftungen floh Max Ernst im Jahr 1941 aus dem von den Nationalsozialisten besetzten Frankreich in die Vereinigten Staaten.

## Beschreibung
Das Ungeheuer wird als ein Vogel-Drachen-Wesen mit gefletschten Zähnen und Händen, die wie ausgefahrene Krallen wirken, und menschenähnlichen Beinen, der eine Fuß mit einem Schuh bekleidet, in Untersicht dargestellt. Es trägt einen dunklen Anzug mit einem roten Tuch und schwebt über einer grünen Hochebene in einem bewölkten Himmel, anscheinend bereit zum Zuschlagen. Ein kleines grünes Wesen, ebenfalls mit krallenartigen Endgliedern ausgestattet, scheint ihn aufhalten zu wollen. Es wird oft als der Vogel Loplop gedeutet, Max Ernsts künstlerisches Alter Ego
. Die zweite Fassung ist auf den Kopf des Ungeheuers reduziert. Das Bild ist im Besitz der Kunstsammler Ulla und Heiner Pietzsch, Berlin. Die dritte und letzte Fassung befindet sich ebenfalls im Privatbesitz. In ihr betritt das in verschiedenfarbige Tücher gehüllte Ungeheuer bereits mit einem Fuß die Erde, und das kleine grüne Wesen ist ihm zur Abwehr ganz nah gekommen.